# Рахманов, Сардор
Сардор Рахманов (узб. Sardor Rahmonov; род. 9 июля 1994 года; Ташкент, Узбекистан) — узбекистанский футболист. защитник клуба Согдиана.

## Карьера
Сардор Рахманов является воспитанником мубарекского «Машъала». Свою профессиональную карьеру он начал в 2012 году именно в этом клубе. До этого играл в молодёжной команде «Машъала». В начале 2013 года он перешёл в ташкентский «Локомотив» и выступал за эту команду полтора сезона. За это время он сыграл лишь в трех матчах.
В середине 2014 года он перешёл в ферганский «Нефтчи». В 2011 и 2013 годах был членом юношеской и молодёжной сборной Узбекистана соответственно.
Играл за Бухара в 2016 году. В июле 2025 года подписал контракт с клубом «Согдиана» из Джизака.

## Достижения
- Серебряный призёр чемпионата Узбекистана: 2013, 2024
- Финалист Суперкубка Узбекистана: 2014, 2019, 2020, 2023